# Liste des lauréats du prix Nobel par université
 (13 mai 2018).
| Nombre de lauréats                                                           | Diplômé de cette université | Étudiant ou chercheur de cette université | En poste avant ou au moment de la nomination | En poste après la nomination |  |
| ---------------------------------------------------------------------------- | --- | --- | --- | --- |  |
| Université Columbia                                                          | | | | |  |
| 87                                                                           | 1. Robert A. Millikan 2. Nicholas Murray Butler 3. Irving Langmuir 4. Isidor Isaac Rabi 5. John Howard Northrop 6. Hermann Joseph Muller 7. Edward Calvin Kendall 8. Dickinson W. Richards 9. Joshua Lederberg 10. Konrad Bloch 11. Julian Schwinger 12. George Wald 13. Simon Kuznets 14. William H. Stein 15. Kenneth Arrow 16. Leon Neil Cooper 17. James Rainwater 18. Baruch Blumberg 19. Milton Friedman 20. Arno Penzias 21. Baruj Benacerraf 22. Val Fitch 23. Roald Hoffmann 24. Herbert Hauptman 25. Leon Lederman 26. Melvin Schwartz 27. Harold Varmus 28. Norman Foster Ramsey 29. Robert Fogel 30. Martin Lewis Perl 31. William Vickrey 32. Robert C. Merton 33. Louis J. Ignarro 34. William S. Knowles 35. Richard Axel 36. Robert H. Grubbs | 1. Theodore Roosevelt 2. Dickinson W. Richards 3. Luis Federico Leloir 4. Baruch S. Blumberg 5. Sidney Altman 6. Arthur Kornberg 7. Milton Friedman 8. Arno A. Penzias 9. Baruj Benacerraf 10. Konrad Lorenz 11. Robert Solow 12. Linda B. Buck 13. John C. Mather 14. Al Gore | 1. Wilhelm Wien 2. Max Planck 3. Hans Bethe 4. Murray Gell-Mann 5. Nicholas Murray Butler 6. Irving Langmuir 7. I. I. Rabi 8. Hermann J. Muller 9. Dickinson W. Richards 10. Joshua Lederberg 11. Konrad E. Bloch 12. Emilio G. Segrè 13. James Rainwater 14. Milton Friedman 15. Leon M. Lederman 16. Melvin Schwartz 17. Norman F. Ramsey 18. Val L. Fitch 19. William Vickrey 20. Richard Axel 21. Thomas Hunt Morgan 22. Harold C. Urey 23. Enrico Fermi 24. Hideki Yukawa 25. Polykarp Kusch 26. Willis E. Lamb 27. André Frédéric Cournand 28. Tsung-Dao Lee 29. Willard Libby 30. Maria Goeppert Mayer 31. Charles H. Townes 32. Salvador E. Luria 33. Aage Bohr 34. Daniel Carleton Gajdusek 35. Samuel C. C. Ting 36. Daniel Nathans 37. Steven Weinberg 38. Arthur L. Schawlow 39. Sune Bergström 40. George J. Stigler 41. Franco Modigliani 42. Carlo Rubbia 43. Joseph Brodsky 44. Jack Steinberger 45. E. Donnall Thomas 46. Nadine Gordimer 47. Gary S. Becker 48. Derek Walcott 49. Horst L. Stormer 50. Robert Mundell 51. James Heckman 52. Eric Kandel 53. Harold E. Varmus 54. Joseph Stiglitz 55. Edmund S. Phelps 56. Orhan Pamuk 57. Al Gore | 1. Hendrik A. Lorentz |  |
| Nombre de lauréats                                                           | Diplômé | Étudiant ou chercheur | En poste avant ou au moment de la nomination | En poste après la nomination |  |
| Université de Cambridge                                                      | | | | |  |
| 85                                                                           | 1. Lord Rayleigh 2. J. J. Thomson 3. William Bragg 4. Lawrence Bragg 5. Charles Barkla 6. Niels Bohr 7. Francis Aston 8. Archibald Hill 9. Austen Chamberlain 10. Charles Wilson 11. Owen Richardson 12. Edgar Douglas Adrian 13. Charles Sherrington 14. Paul Dirac 15. James Chadwick 16. Henry Dale 17. George Thomson 18. Albert Szent-Gyorgyi 19. Howard Florey 20. Edward Appleton 21. Patrick Blackett 22. Bertrand Russell 23. Cecil Powell 24. John Cockcroft 25. Ernest Walton 26. Richard Synge 27. Archer Martin 28. Frederick Sanger 29. Philip Noel-Baker 30. John Kendrew 31. Max Perutz 32. Francis Crick 33. Maurice Wilkins 34. Alan Hodgkin 35. Andrew Huxley 36. Dorothy Hodgkin 37. Ronald Norrish 38. George Porter 39. Rodney Porter 40. Brian Josephson 41. Patrick White 42. Antony Hewish 43. Nevill Mott 44. Peter Mitchell 45. Abdus Salam 46. Walter Gilbert 47. Frederick Sanger 48. Aaron Klug 49. Subrahmanyan Chandrasekhar 50. Richard Stone 51. Cesar Milstein 52. Norman Ramsey 53. James Mirrlees 54. Amartya Sen 55. John Pople 56. Alan MacDiarmid 57. Tim Hunt 58. John Sulston 59. Martin Evans | 1. Ernest Rutherford 2. Arthur Holly Compton 3. Ernst Chain 4. Hans Krebs 5. Max Born 6. James Watson 7. Martin Ryle 8. James Meade 9. Pyotr Kapitsa 10. Allan McLeod Cormack 11. Gerard Debreu 12. Georges Kohler 13. John Walker 14. Paul Greengard 15. Joseph Stiglitz 16. Sydney Brenner 17. Richard R. Schrock 18. Roger D. Kornberg 19. Andrew Fire 20. Amartya Sen                                                                    | 1. Frederick Hopkins 2. Alexander Todd 3. John Hicks 4. Philip Anderson 5. Steven Weinberg 6. William Fowler 7. Lord Rayleigh 8. J. J. Thomson 9. Charles Barkla 10. Francis Aston 11. Archibald Hill 12. Charles Wilson 13. Owen Richardson 14. Edgar Douglas Adrian 15. Charles Sherrington 16. Paul Dirac 17. James Chadwick 18. George Thomson 19. Howard Florey 20. Edward Appleton 21. Patrick Blackett 22. Bertrand Russell 23. John Cockcroft 24. Frederick Sanger 25. John Kendrew 26. Max Perutz 27. Francis Crick 28. Alan Hodgkin 29. Andrew Huxley 30. Ronald Norrish 31. George Porter 32. Brian Josephson 33. Martin Ryle 34. Antony Hewish 35. Nevill Mott 36. James Meade 37. Pyotr Kapitsa 38. Peter Mitchell 39. Abdus Salam 40. Frederick Sanger 41. Aaron Klug 42. Subrahmanyan Chandrasekhar 43. Richard Stone 44. Cesar Milstein 45. James Mirrlees 46. John Pople 47. Tim Hunt 48. John Sulston 49. Martin Evans 50. Eric Maskin 51. Sir John Gurdon | 1. Ernest Rutherford 2. Lawrence Bragg 3. John Walker 4. Amartya Sen |  |
| Nombre de lauréats                                                           | Diplômé | Étudiant ou chercheur | En poste avant ou au moment de la nomination | En poste après la nomination |  |
| Université Harvard                                                           | | | | |  |
| 82                                                                           | 1. Christian Anfinsen 2. Philip W. Anderson 3. Ralph Bunche 4. Percy W. Bridgman 5. Mario Capecchi 6. Donald J. Cram 7. John F. Enders 8. Sheldon Glashow 9. Walter Gilbert 10. Al Gore 11. Dudley R. Herschbach 12. Roald Hoffmann 13. Roger D. Kornberg 14. H. Robert Horvitz 15. Jerome Karle 16. Henry Kissinger 17. William S. Knowles 18. David M. Lee 19. Eric Maskin 20. Craig C. Mello 21. George Minot 22. Merton H. Miller 23. Ben R. Mottelson 24. Joseph E. Murray 25. William Murphy 26. Roger Myerson 27. E. M. Purcell 28. Theodore W. Richards 29. Frederick C. Robbins 30. Theodore Roosevelt 31. A. Michael Spence 32. Paul A. Samuelson 33. Robert M. Solow 34. Vernon L. Smith 35. William H. Stein 36. James B. Sumner 37. E. Donnall Thomas 38. James Tobin 39. Thomas H. Weller 40. Kenneth G. Wilson 41. John Hasbrouck van Vleck 42. Harold E. Varmus | 1. Georg von Békésy 2. Jean Dausset 3. Daniel Carleton Gajdusek 4. George H. Hitchings 5. Eric R. Kandel 6. Walter Kohn 7. Yuan T. Lee 8. Jean-Marie Lehn 9. Ryoji Noyori 10. Bertil Ohlin 11. T. S. Eliot 12. Eugene O'Neill 13. Richard J. Roberts | 1. Christian Anfinsen 2. Kenneth J. Arrow 3. Baruj Benacerraf 4. Derek Barton 5. J. Michael Bishop 6. Felix Bloch 7. Nicolaas Bloembergen 8. Ralph Bunche 9. Elias J. Corey 10. Allan McLeod Cormack 11. John F. Enders 12. Sheldon Glashow 13. Riccardo Giacconi 14. Seamus Heaney 15. Dudley R. Herschbach 16. George Minot 17. Henry Kissinger 18. Simon Kuznets 19. Willis E. Lamb 20. Fritz Lipmann 21. Wassily Leontief 22. William Lipscomb 23. E. M. Purcell 24. Frederick C. Robbins 25. Amartya Sen 26. Albert Szent-Györgyi 27. Max Theiler 28. George Wald 29. James Watson 30. Torsten Wiesel 31. Geoffrey Wilkinson 32. Norman F. Ramsey 33. Theodore W. Richards 34. A. Michael Spence 35. Thomas H. Weller 36. Linda B. Buck | |  |
| Nombre de lauréats                                                           | Diplômé | Étudiant ou chercheur | En poste avant ou au moment de la nomination | En poste après la nomination |  |
| Université de Chicago                                                        | | | | |  |
| 81                                                                           | 1. Luis W. Alvarez 2. Gary Becker 3. Saul Bellow 4. Herbert C. Brown 5. James M. Buchanan 6. Owen Chamberlain 7. James Watson Cronin 8. Clinton Davisson 9. Jerome Friedman 10. Milton Friedman 11. Ernest Lawrence 12. Tsung-Dao Lee 13. Robert Lucas Jr 14. Harry Markowitz 15. Robert Millikan 16. Robert Mulliken 17. Irwin Rose 18. F. Sherwood Rowland 19. Paul Samuelson 20. Myron Scholes 21. Herbert Simon 22. Roger Sperry 23. Jack Steinberger 24. George Stigler 25. Edward Lawrie Tatum 26. Daniel Tsui 27. James Dewey Watson 28. Frank Wilczek 29. Chen Ning Yang | 1. Alexei A. Abrikosov 2. Masatoshi Koshiba 3. Hans Albrecht Bethe 4. Kenneth J. Arrow 5. Julian Schwinger 6. Eugene P. Wigner 7. Maria Goeppert-Mayer 8. Werner Heisenberg 9. George Wald 10. Alexis Carrel | 1. Subrahmanyan Chandrasekhar 2. Robert Schrieffer 3. Murray Gell-Mann 4. Enrico Fermi 5. James Franck 6. Albert Abraham Michelson 7. Arthur Holly Compton 8. Edward C. Prescott 9. James J. Heckman 10. Daniel L. McFadden 11. Robert A. Mundell 12. Robert Fogel 13. Ronald H. Coase 14. Merton H. Miller 15. Trygve Haavelmo 16. Gerard Debreu 17. Lawrence R. Klein 18. Kenneth J. Arrow 19. Theodore W. Schultz 20. Tjalling C. Koopmans 21. Friedrich August von Hayek 22. Richard E. Smalley 23. Paul Crutzen 24. Yuan T. Lee 25. Henry Taube 26. Herbert C. Brown 27. Ilya Prigogine 28. William H. Stein 29. Gerhard Herzberg 30. Karl Ziegler 31. Willard Frank Libby 32. Glenn Theodore Seaborg 33. Charles Brenton Huggins 34. Konrad Bloch 35. John Carew Eccles 36. George Wells Beadle 37. Hermann Joseph Muller 38. Edward Adelbert Doisy 39. JM Coetzee 40. Bertrand Russell 41. Roger Myerson 42. Leonid Hurwicz | 1. Leon M. Lederman 2. Harold Clayton Urey |  |
| Nombre de lauréats                                                           | Diplômé | Étudiant ou chercheur | En poste avant ou au moment de la nomination | En poste après la nomination |  |
| Massachusetts Institute of Technology (MIT),                                 | | | | |  |
| 73                                                                           | 1. George Smoot 2. Andrew Fire 3. Robert J. Aumann 4. H. Robert Horvitz 5. Kofi Annan 6. Joseph E. Stiglitz 7. George A. Akerlof 8. Carl E. Wieman 9. Eric A. Cornell 10. Leland H. Hartwell 11. Robert A. Mundell 12. William D. Phillips 13. Robert C. Merton 14. Robert B. Laughlin 15. Elias J. Corey Jr. 16. Sidney Altman 17. Charles J. Pedersen 18. Lawrence R. Klein 19. Burton Richter 20. John Robert Schrieffer 21. Murray Gell-Mann 22. Robert S. Mulliken 23. Richard P. Feynman 24. Robert Burns Woodward 25. William Shockley 26. Jean Tirole | 1. Aaron Ciechanover 2. Daniel C. Tsui 3. Horst L. Störmer 4. E. Donnall Thomas 5. Norman F. Ramsey 6. Thomas R. Cech 7. Jack Steinberger 8. Geoffrey Wilkinson 9. Luis W. Alvarez 10. Hans A. Bethe 11. Julian Schwinger 12. Edward M. Purcell 13. Edwin M. McMillan 14. Isidor Isaac Rabi 15. Mario Capecchi 16. Nicolaas Bloembergen 17. Vernon L. Smith 18. Paul Greengard                                                               | 1. Eric S. Maskin 2. Richard R. Schrock 3. Frank Wilczek 4. Robert Engle 5. H. Robert Horvitz 6. K. Barry Sharpless 7. Wolfgang Ketterle 8. Daniel L. McFadden 9. Myron S. Scholes 10. Robert C. Merton 11. Mario J. Molina 12. Clifford G. Shull 13. John Forbes Nash 14. Phillip A. Sharp 15. Henry W. Kendall 16. Jerome I. Friedman 17. Susumu Tonegawa 18. Robert M. Solow 19. Franco Modigliani 20. Steven Weinberg 21. Samuel C.C. Ting 22. David Baltimore 23. Paul A. Samuelson 24. Salvador E. Luria 25. Har Gobind Khorana 26. Charles H. Townes 27. Sheldon Lee Glashow 28. Amartya Sen 29. James Mirrlees 30. Edmund Phelps 31. Ernst Otto Fischer | |  |
| Nombre de lauréats                                                           | Diplômé | Étudiant ou chercheur | En poste avant ou au moment de la nomination | En poste après la nomination |  |
| Université de Paris                                                          | | | | |  |
| 63                                                                           | 1. Pierre-Gilles de Gennes 2. Claude Cohen-Tannoudji 3. Gabriel Lippmann 4. Louis Néel 5. Paul Sabatier 6. Romain Rolland 7. Jean-Paul Sartre 8. Henri Bergson 9. Gerard Debreu 10. Francois Jacob 11. Jacques Monod 12. Louis de Broglie 13. Frederic Passy 14. Leon Bourgeois 15. Albert Gobat 16. Charles Richet 17. Claude Simon 18. Albert Schweitzer 19. André Frédéric Cournand 20. Marie Curie 21. Ferdinand Buisson 22. Louis Renault 23. Jean Dausset 24. Aristide Briand 25. Paul Henri Balluet d'Estournelles de Constant 26. Giorgos Seferis 27. Albert Fert 28. Jean Baptiste Perrin 29. Alfred Kastler 30. Maurice Allais 31. Henri Moissan 32. Irène Joliot-Curie 33. Pierre Curie 34. Frédéric Joliot 35. Georges Charpak 36. Henri Becquerel 37. Serge Haroche 38. Jean Tirole | 1. Rene Cassin 2. Léon Jouhaux 3. Samuel Beckett 4. Roger Guillemin 5. Odysseus Elytis 6. Jules Bordet 7. Gerhard Ertl 8. Patrick Modiano | 1. Gabriel Lippmann 2. Louis de Broglie 3. Marie Curie 4. Albert Fert 5. Jean Baptiste Perrin 6. Alfred Kastler 7. Henri Moissan 8. Irène Joliot-Curie 9. Jean Dausset 10. Charles Richet 11. Francois Jacob 12. Jacques Monod 13. Louis Renault | 1. Alphonse Laveran 2. André Lwoff 3. Charles Nicolle 4. Ilya Ilyich Mechnikov 5. Jean-Marie Lehn 6. Nicolaas Bloembergen 7. Victor Grignard 8. Yves Chauvin 9. Abdus Salam 10. Santiago Ramon y Cajal 11. Jules Bordet 12. Charles Édouard Guillaume 13. Corneille Heymans 14. Giulio Natta 15. Luis Leloir |  |
| Nombre de lauréats                                                           | Diplômé | Étudiant ou chercheur | En poste avant ou au moment de la nomination | En poste après la nomination |  |
| Université de Californie à Berkeley                                          | | | | |  |
| 61                                                                           | 1. Thomas R. Cech 2. Steven Chu 3. Robert Curl 4. Joseph Erlanger 5. Andrew Fire 6. William F. Giauque 7. David Gross 8. Alan J. Heeger 9. Daniel Kahneman 10. Lawrence R. Klein 11. Willis Lamb 12. Robert B. Laughlin 13. Yuan T. Lee 14. Willard F. Libby 15. John C. Mather 16. Mario J. Molina 17. Kary B. Mullis 18. John H. Northrop 19. Thomas Schelling 20. Glenn T. Seaborg 21. Hamilton O. Smith 22. Otto Stern 23. Henry Taube 24. Harold C. Urey 25. Selman Waksman | 1. Werner Arber 2. Felix Bloch 3. Sydney Brenner 4. Arthur Kornberg 5. Tsung-Dao Lee 6. Amartya Sen 7. Julian Schwinger 8. Jack Steinberger 9. Steven Weinberg 10. Maurice Wilkins 11. Geoffrey Wilkinson 12. Ahmed H. Zewail | 1. George A. Akerlof 2. Luis W. Alvarez 3. Melvin Calvin 4. Owen Chamberlain 5. William F. Giauque 6. Donald A. Glaser 7. Sheldon Lee Glashow 8. John C. Harsanyi 9. Dudley R. Herschbach 10. Daniel Kahneman 11. Ernest O. Lawrence 12. Yuan T. Lee 13. Willard F. Libby 14. Daniel McFadden 15. Edwin M. McMillan 16. Czesław Miłosz 17. Douglass C. North 18. Stanley B. Prusiner 19. Emilio Segrè 20. Herbert Simon 21. George Smoot 22. Gerard Debreu | 1. Wendell M. Stanley 2. Charles H. Townes |  |
| Nombre de lauréats                                                           | Diplômé | Étudiant ou chercheur | En poste avant ou au moment de la nomination | En poste après la nomination |  |
| Université d'Oxford                                                          | | | | |  |
| 57                                                                           | 1. Baruch S. Blumberg 2. Sydney Brenner 3. Cecil of Chelwood 4. John Cornforth 5. John Carew Eccles 6. T. S. Eliot 7. Howard Florey 8. John Galsworthy 9. William Golding 10. John Hicks 11. Cyril Norman Hinshelwood 12. Dorothy Hodgkin 13. Anthony J. Leggett 14. James Meade 15. Peter Medawar 16. Gunnar Myrdal 17. V. S. Naipaul 18. Lester B. Pearson 19. Martin Ryle 20. Frederick Soddy 21. Oliver Smithies 22. Michael Spence 23. John Vane 24. John E. Walker 25. Aung San Suu Kyi | | 1. George Wells Beadle 2. Ernest Chain 3. Paul Crutzen 4. Seamus Heaney 5. Lawrence Klein 6. Klaus von Klitzing 7. Rudolph A. Marcus 8. James Mirrlees 9. Robert Mulliken 10. Paul Nurse 11. José Ramos-Horta 12. Linus Pauling (2) 13. Severo Ochoa 14. Rodney Porter 15. Norman Ramsey 16. Robert Robinson 17. Erwin Schrödinger 18. Amartya Sen 19. Charles Sherrington 20. Robert Solow 21. Joseph Stiglitz 22. Nikolaas Tinbergen 23. Alexander Todd 24. John Van Vleck 25. Ahmed Zewail | 1. William D. Phillips 2. Willis Lamb 3. Kenneth Arrow 4. Philip Warren Anderson 5. Harold Urey 6. Arthur Compton 7. Melvin Calvin |  |
| Nombre de lauréats                                                           | Diplômé | Étudiant ou chercheur | En poste avant ou au moment de la nomination | En poste après la nomination |  |
| Université de Heidelberg                                                     | | | | |  |
| 54                                                                           | 1. Charles Albert Gobat 2. Otto Heinrich Warburg 3. Adolf von Baeyer 4. Theodor W. Hänsch 5. Wolfgang Ketterle 6. Otto Fritz Meyerhof 7. Max Born 8. Hans Spemann 9. Albrecht Kossel 10. William Ramsay 11. Albert Abraham Michelson 12. Auguste Beernaert 13. Wilhelm Wien 14. Heike Kamerlingh Onnes 15. Theodore William Richards 16. Fritz Haber 17. Carl Spitteler 18. James Franck | 1. Auguste Beernaert 2. James Franck 3. Theodor W. Hänsch 4. Heike Kamerlingh Onnes 5. Rudolf Mössbauer 6. Philipp Lenard 7. André Michel Lwoff 8. Severo Ochoa 9. Gabriel Lippmann 10. Hans G. Dehmelt 11. Wolfgang Ketterle 12. Fritz Albert Lipmann 13. Severo Ochoa 14. André Michel Lwoff 15. George Wald 16. Christiane Nüsslein-Volhard 17. Eric F. Wieschaus 18. Masatoshi Koshiba 19. Peter Mansfield                               | 1. Otto Heinrich Warburg 2. Friedrich Bergius 3. Walther Bothe 4. J. Hans D. Jensen 5. Richard Kuhn 6. Lothar Ledderose 7. Fritz Albert Lipmann 8. Bert Sakmann 9. George Wald 10. Georg Wittig 11. Karl Ziegler 12. Harald zur Hausen | 1. William Ramsay 2. Hans Spemann 3. Carl Bosch |  |
| Nombre de lauréats                                                           | Diplômé | Étudiant ou chercheur | En poste avant ou au moment de la nomination | En poste après la nomination |  |
| Université Stanford                                                          | | | | |  |
| 50                                                                           | 1. Eric A. Cornell 2. John C. Harsanyi 3. Dudley R. Herschbach 4. Roger D. Kornberg 5. Richard E. Taylor 6. Carl E. Wieman 7. Barry Sharpless | 1. Kenneth J. Arrow 2. Gerard Debreu 3. Tjalling C. Koopmans 4. John Steinbeck (dropped out) 5. Martinus J.G. Veltman 6. Kenneth G. Wilson | 1. Kenneth J. Arrow 2. Paul Berg 3. George Beadle 4. Felix Bloch 5. Steven Chu 6. J.M. Coetzee 7. Andrew Fire 8. Paul J. Flory 9. Jerome I. Friedman 10. Milton Friedman 11. Robert Grubbs 12. Robert Hofstadter 13. Theodor W. Hänsch 14. Henry W. Kendall 15. Roger D. Kornberg 16. Willis E. Lamb 17. Robert B. Laughlin 18. Paul C. Lauterbur 19. Joshua Lederberg 20. Ferid Murad 21. Arthur Kornberg 22. Douglass North 23. Douglas D. Osheroff 24. Linus Pauling 25. Arno Penzias 26. Martin Perl 27. Burton Richter 28. Arthur L. Schawlow 29. William Shockley 30. William F. Sharpe 31. A. Michael Spence 32. Stiglitz 33. Myron Scholes 34. Edward Tatum 35. Henry Taube 36. Vernon L. Smith 37. Melvin Schwartz | 1. Enrico Fermi 2. Roger D. Kornberg |  |
| Nombre de lauréats                                                           | Diplômé | Étudiant ou chercheur | En poste avant ou au moment de la nomination | En poste après la nomination |  |
| Université de Göttingen                                                      | | | | |  |
| 44                                                                           | 1. Adolf Butenandt 2. Hans Georg Dehmelt 3. Max Delbrück 4. Paul Ehrlich 5. Manfred Eigen 6. Rudolf Eucken 7. Enrico Fermi 8. James Franck 9. Walter Norman Haworth 10. Werner Heisenberg 11. Gustav Hertz 12. Robert Koch 13. Hans Adolf Krebs 14. Herbert Kroemer 15. Irving Langmuir 16. Max von Laue 17. Ludwig Quidde 18. Maria Goeppert-Mayer 19. Ilja Iljitsch Metschnikow 20. Erwin Neher 21. Otto Stern 22. Otto Wallach 23. Wilhelm Wien | 1. Paul Dirac 2. Gerhard Herzberg 3. Robert Andrews Millikan 4. Walther Nernst | 1. Walther Bothe 2. Peter Debye 3. Günter Grass 4. Otto Hahn 5. Wolfgang Paul 6. Max Planck 7. Theodore William Richards 8. Bert Sakmann 9. Nathan Söderblom 10. Johannes Stark 11. Eugene Paul Wigner 12. Adolf Otto Reinhold Windaus 13. Richard Adolf Zsigmondy 14. Max Born | 1. Patrick Maynard Stuart Blackett 2. Wolfgang Pauli |  |
| Nombre de lauréats                                                           | Diplômé | Étudiant ou chercheur | En poste avant ou au moment de la nomination | En poste après la nomination |  |
| Université Cornell                                                           | | | | |  |
| 40                                                                           | 1. George W. Beadle 2. Pearl S. Buck 3. Robert F. Engle 4. Robert Fogel 5. Sheldon Lee Glashow 6. Robert W. Holley 7. Barbara McClintock 8. Toni Morrison 9. John R. Mott 10. Douglas D. Osheroff 11. Isidor Isaac Rabi 12. Steven Weinberg | Hermann J. Muller | 1. Hans Bethe 2. Pierre-Gilles de Gennes 3. Vincent du Vigneaud 4. Richard P. Feynman 5. Paul J. Flory 6. Robert F. Furchgott 7. Herbert Gasser 8. Paul Greengard 9. Haldan Keffer Hartline 10. Roald Hoffmann 11. Robert W. Holley 12. David Morris Lee 13. Fritz Lipmann 14. Peter B. Medawar 15. Octavio Paz 16. Robert Coleman Richardson 17. J. Robert Schrieffer 18. Amartya Sen 19. Wole Soyinka 20. James B. Sumner 21. Henry Taube 22. Kenneth Wilson | 1. Hannes Alfven 2. Norman E. Borlaug 3. Peter J.W. Debye 4. Manfred Eigen 5. Richard R. Ernst 6. H. Gobind Khorana |  |
| Nombre de lauréats                                                           | Diplômé | Étudiant ou chercheur | En poste avant ou au moment de la nomination | En poste après la nomination |  |
| Université Yale                                                              | | | | |  |
| 33                                                                           | 1. George Akerlof 2. Raymond Davis Jr. 3. John F. Enders 4. John B. Fenn 5. Murray Gell-Mann 6. Alfred G. Gilman 7. Ernest Lawrence 8. Joshua Lederberg 9. David Morris Lee 10. Sinclair Lewis 11. Lars Onsager 12. Edmund Phelps 13. Dickinson W. Richards 14. William Vickrey 15. George Whipple 16. Eric Wieschaus | 1. Herbert Simon (Cowles Foundation) 2. Robert J. Aumann (Cowles Foundation) 3. Joseph Stiglitz (Cowles Foundation) 4. James Heckman (Cowles Foundation) 5. John Harsanyi (Cowles Foundation) Note: Cowles Foundation Nobel Laureates only include those on research staff after 1955, when the Foundation moved to Yale | 1. Sidney Altman 2. John B. Fenn 3. Tjalling Koopmans 4. George Palade 5. Edward Tatum 6. Erwin Neher 7. Gerard Debreu 8. Wangari Maathai 9. Philip J. Noel-Baker 10. Irwin Rose 11. Thomas Schelling 12. Paul Greengard | |  |
| Nombre de lauréats                                                           | Diplômé | Étudiant ou chercheur | En poste avant ou au moment de la nomination | En poste après la nomination |  |
| Université Johns-Hopkins                                                     | | | | |  |
| 32                                                                           | 1. Woodrow Wilson 2. Thomas Hunt Morgan 3. George Hoyt Whipple * 4. Joseph Erlanger * 5. Herbert Gasser 6. Francis Peyton Rous 7. Haldan Keffer Hartline * 8. Hamilton O. Smith * 9. Merton H. Miller 10. Robert W. Fogel 11. Martin Rodbell 12. Jody Williams 13. Paul Greengard 14. Peter Agre * 15. Richard Axel | 1. Riccardo Giacconi * | 1. George Minot 2. George Hoyt Whipple * 3. Harold Clayton Urey 4. Joseph Erlanger * 5. Vincent du Vigneaud 6. Maria Goeppert-Mayer 7. Haldan Keffer Hartline * 8. Lars Onsager 9. Simon Kuznets 10. Hamilton O. Smith * 11. Daniel Nathans * 12. David H. Hubel 13. Torsten Wiesel 14. Richard Stone 15. Robert A. Mundell 16. Riccardo Giacconi* 17. J.M. Coetzee 18. Peter Agre * 19. Andrew Fire | 1. James Franck 2. Nicholas Murray Butler 3. Christian B. Anfinsen 4. Hamilton O. Smith * 5. Daniel Nathans * 6. Riccardo Giacconi * 7. Peter Agre * |  |
| Nombre de lauréats                                                           | Diplômé | Étudiant ou chercheur | En poste avant ou au moment de la nomination | En poste après la nomination |  |
| Université de New York                                                       | | | | |  |
| 31                                                                           | 1. Julius Axelrod 2. Gertrude B. Elion 3. Eric R. Kandel 4. Frederick Reines 5. Elihu Root 6. Clifford Shull 7. George Wald 8. Mohamed El Baradei | 1. Friedrich Hayek 2. Rosalyn Yalow 3. James Heckman | 1. Robert Aumann 2. Baruj Benacerraf 3. Robert F. Engle 4. Avram Hershko 5. Arthur Kornberg 6. Tjalling Koopmans 7. Rudolph Marcus 8. Robert S. Mulliken 9. Gunnar Myrdal 10. Severo Ochoa 11. George E. Palade 12. Irwin Rose | 1. Saul Bellow 2. Joseph Brodsky 3. Rudolf Eucken 4. Wassily Leontief 5. Otto Loewi 6. Paul A. Samuelson 7. Edward C. Prescott 8. Wole Soyinka |  |
| Nombre de lauréats                                                           | Diplômé | Étudiant ou chercheur | En poste avant ou au moment de la nomination | En poste après la nomination |  |
| California Institute of Technology (Caltech)                                 | | | | |  |
| 31                                                                           | 1. Carl D. Anderson 2. William A. Fowler 3. Donald A. Glaser 4. Leland H. Hartwell 5. Edward B. Lewis 6. William Lipscomb 7. Edwin Mattison McMillan 8. Robert Merton 9. Douglas D. Osheroff 10. Linus Pauling 11. Leo James Rainwater 12. William Shockley 13. Vernon L. Smith 14. Howard M. Temin 15. Charles H. Townes 16. Kenneth G. Wilson 17. Robert Woodrow Wilson | | 1. Carl D. Anderson 2. Richard Feynman 3. Murray Gell-Mann 4. Robert H. Grubbs 5. Rudolph Marcus 6. Robert A. Millikan 7. Thomas Hunt Morgan 8. Rudolf Mössbauer 9. Linus Pauling 10. H. David Politzer 11. Roger W. Sperry 12. Ahmed H. Zewail | 1. David Baltimore 2. George Wells Beadle 3. Max Delbrück 4. Renato Dulbecco |  |
| Nombre de lauréats                                                           | Diplômé | Étudiant ou chercheur | En poste avant ou au moment de la nomination | En poste après la nomination |  |
| École polytechnique fédérale de Zurich                                       | | | | |  |
| 30                                                                           | 1. Albert Einstein 2. Wilhelm Conrad Röntgen 3. Fritz Haber 4. Charles Édouard Guillaume 5. Tadeusz Reichstein 6. Felix Bloch 7. Werner Arber 8. Heinrich Rohrer 9. Gerd Binnig 10. Georg Bednorz 11. Alexander Müller 12. Richard R. Ernst | 1. Nils Gustaf Dalén 2. Max Born 3. George de Hevesy 4. Artturi Ilmari Virtanen 5. Lars Onsager 6. Max Delbrück 7. Har Gobind Khorana 8. Konrad E. Bloch 9. Jean-Marie Lehn | 1. Albert Einstein 2. Alfred Werner 3. Richard Martin Willstätter 4. Peter Debye 5. Richard Kuhn 6. Leopold Ruzicka 7. Otto Stern 8. Wolfgang Pauli 9. Vladimir Prelog 10. Richard R. Ernst 11. Kurt Wüthrich | |  |
| Nombre de lauréats                                                           | Diplômé | Étudiant ou chercheur | En poste avant ou au moment de la nomination | En poste après la nomination |  |
| Université de Princeton                                                      | | | | |  |
| 30                                                                           | | | | |  |
| Nombre de lauréats                                                           | Diplômé | Étudiant ou chercheur | En poste avant ou au moment de la nomination | En poste après la nomination |  |
| Université de Berlin                                                         | | | | |  |
| 29                                                                           | | | | |  |
| Nombre de lauréats                                                           | Diplômé | Étudiant ou chercheur | En poste avant ou au moment de la nomination | En poste après la nomination |  |
| Université de Munich                                                         | | | | |  |
| 27                                                                           | | | | |  |
| Nombre de lauréats                                                           | Diplômé | Étudiant ou chercheur | En poste avant ou au moment de la nomination | En poste après la nomination |  |
| Université de l'Illinois à Urbana-Champaign                                  | | | | |  |
| 25                                                                           | 1. Edward Adelbert Doisy 2. Vincent du Vigneaud 3. Robert W. Holley 4. Jack Kilby 5. Edwin G. Krebs 6. Polykarp Kusch 7. John Robert Schrieffer 8. Phillip A. Sharp 9. Wendell Stanley 10. Rosalyn Yalow 11. James Tobin | 1. Hamilton Smith 2. Leon Neil Cooper 3. Murray Gell-Mann | 1. John Bardeen 2. Elias Corey 3. Paul Lauterbur 4. Anthony J. Leggett 5. Salvador Luria 6. Rudolph Marcus 7. Franco Modigliani 8. Vincent du Vigneaud 9. John Robert Schrieffer 10. Leonid Hurwicz | 1. John Bardeen(Twice) |  |
| Nombre de lauréats                                                           | Diplômé | Étudiant ou chercheur | En poste avant ou au moment de la nomination | En poste après la nomination |  |
| Université de Manchester                                                     | | | | |  |
| 23                                                                           | 1. Michael Smith 2. John Polanyi 3. Robert Robinson 4. Walter Haworth 5. James Chadwick 6. Arthur Harden 7. Charles Wilson 8. Joseph Thomson | 1. Hans Bethe 2. Melvin Calvin 3. John Cockcroft 4. George de Hevesy 5. Niels Bohr | 1. Arthur Lewis 2. Nevill Mott 3. John Hicks 4. Alexander Todd 5. P.M.S. Blackett 6. Archibald V. Hill 7. Ernest Rutherford 8. Andre Geim 9. Konstantin Novoselov | 1. William L. Bragg 2. Joseph Stiglitz 3. John E. Sulston |  |
| Nombre de lauréats                                                           | Diplômé | Étudiant ou chercheur | En poste avant ou au moment de la nomination | En poste après la nomination |  |
| Université Washington de Saint-Louis                                         | | | | |  |
| 22                                                                           | | 1. Arthur H. Compton 2. Luis F. Leloir 3. Paul Berg 4. Douglass C. North 5. Aaron Ciechanover 6. Edward A. Doisy 7. Joseph Erlanger 8. Herbert Gasser 9. Carl F. Cori 10. Gerty T. Cori 11. Arthur Kornberg 12. Severo Ochoa 13. Alfred Hershey 14. Earl Sutherland 15. Christian de Duve 16. Daniel Nathans 17. Hamilton O. Smith 18. George D. Snell 19. Stanley Cohen 20. Rita Levi-Montalcini 21. Edwin G. Krebs 22. Robert F. Furchgott | | |  |
| Nombre de lauréats                                                           | Diplômé | Étudiant ou chercheur | En poste avant ou au moment de la nomination | En poste après la nomination |  |
| Université de Zurich                                                         | | | | |  |
| 22                                                                           | 1. Wilhelm Conrad Röntgen 2. Carl Spitteler 3. Theodor Mommsen 4. Alfred Werner 5. Albert Einstein 6. Paul Karrer 7. Walter Rudolf Hess | 1. Emil Theodor Kocher 2. Charles Édouard Guillaume 3. Walther Hermann Nernst 4. Karl Landsteiner 5. Linus Pauling 6. George Wald 7. Henrik Carl Peter Dam 8. Hamilton O. Smith 9. Eric F. Wieschaus | 1. Alfred Werner 2. Max von Laue 3. Albert Einstein 4. Erwin Schrödinger 5. Peter Debye 6. Paul Karrer 7. Leopold Ruzicka 8. Walter Rudolf Hess 9. Karl Alexander Müller 10. Rolf M. Zinkernagel | |  |
| Nombre de lauréats                                                           | Diplômé | Étudiant ou chercheur | En poste avant ou au moment de la nomination | En poste après la nomination |  |
| Université technique de Munich                                               | | | | |  |
| 20                                                                           | 1. Gerhard Ertl 2. Rudolf Mössbauer 3. Erwin Neher 4. Ernst Otto Fischer 5. Konrad Emil Bloch 6. Robert Huber 7. Ernst Ruska] 8. Johann Deisenhofer 9. Wolfgang Paul 10. Wolfgang Ketterle 11. Thomas Mann | 1. Gerhard Ertl 2. Johann Deisenhofer 3. Ernst Otto Fischer 4. Rudolf Mössbauer | 1. Klaus von Klitzing 2. Gerhard Ertl 3. Ernst Otto Fischer 4. Hans Fischer 5. Heinrich Otto Wieland | 1. Richard Robert Ernst 2. Ernst Otto Fischer 3. Rudolf Mössbauer 4. Hans Fischer 5. Ryoji Noyori 6. Karl Barry Sharpless 7. John Robert Schrieffer 8. Feodor Lynen |  |
| University College de Londres                                                | | | | |  |
| 20                                                                           | 1. Owen Willans Richardson 2. Jaroslav Heyrovský 3. Francis Crick 4. Bernard Katz 5. Martin Evans | 1. Rabindranath Tagore 2. Frederick Soddy 3. Frederick Hopkins 4. Henry Dale 5. Otto Hahn 6. Vincent du Vigneaud 7. Ulf von Euler 8. Bert Sakmann | 1. William Ramsay 2. Robert Robinson 3. Peter Medawar 4. Andrew Huxley 5. Bernard Katz# 6. James Black | 1. William Henry Bragg 2. Archibald Hill |  |
| Nombre de lauréats                                                           | Diplômé | Étudiant ou chercheur | En poste avant ou au moment de la nomination | En poste après la nomination |  |
| Université Rockefeller                                                       | | | | |  |
| 20                                                                           | | 1. Alexis Carrel 2. Karl Landsteiner 3. Herbert Gasser 4. John H. Northrop 5. Wendell M. Stanley 6. Fritz Lipmann 7. Edward L. Tatum 8. Joshua Lederberg 9. Peyton Rous 10. Haldan Keffer Hartline 11. Gerald M. Edelman 12. Stanford Moore 13. William H. Stein 14. Albert Claude 15. Christian de Duve 16. George E. Palade 17. David Baltimore 18. Torsten Wiesel 19. R. Bruce Merrifield 20. Günter Blobel                               | | |  |
| Nombre de lauréats                                                           | Diplômé | Étudiant ou chercheur | En poste avant ou au moment de la nomination | En poste après la nomination |  |
| London School of Economics                                                   | | | | |  |
| 19                                                                           | 1. George Bernard Shaw 2. Bertrand Russell 3. Ralph Bunche 4. Philip Noel-Baker 5. John Hicks 6. Friedrich von Hayek 7. James Meade 8. William Arthur Lewis 9. Óscar Arias 10. Merton Miller 11. Ronald Coase 12. Amartya Sen 13. Robert Mundell 14. George Akerlof 15. Leonid Hurwicz 16. Paul Krugman 17. Christopher Pissarides 18. Juan Manuel Santos 19. Oliver Hart | | | |  |
| Université du Minnesota                                                      | | | | |  |
| 19                                                                           | 1. Norman Borlaug 2. Walter Brattain 3. Melvin Calvin 4. Louis J. Ignarro 5. Ernest O. Lawrence 6. Edward B. Lewis 7. Daniel McFadden | | 1. Arthur H. Compton 2. Philip S. Hench 3. Edward C. Kendall 4. John Bardeen 5. William Lipscomb 6. Saul Bellow 7. Milton Friedman 8. John H. van Vleck 9. George J. Stigler 10. Paul D. Boyer 11. Edward C. Prescott | 1. Leonid Hurwicz |  |
| Nombre de lauréats                                                           | Diplômé | Étudiant ou chercheur | En poste avant ou au moment de la nomination | En poste après la nomination |  |
| Université du Michigan                                                       | | | | |  |
| 19                                                                           | 1. Thomas Huckle Weller 2. Stanley Cohen 3. Jerome Karle 4. Marshall Warren Nirenberg 5. David Politzer 6. Richard Smalley 7. Samuel C.C. Ting | | | 1. Joseph Brodsky 2. Donald A. Glaser 3. Charles B. Huggins 4. Lawrence R. Klein 5. Wolfgang Pauli 6. Martin L. Perl 7. Norman F. Ramsey 8. Peyton Rous 9. Hamilton O. Smith 10. Charles H. Townes 11. Martinus Veltman 12. Carl Wieman                                                                      |  |
| Université de Pennsylvanie                                                   | | | | |  |
| 19                                                                           | 1. Christian B. Anfinsen 2. Michael S. Brown 3. Gerald Edelman 4. Stanley Prusiner 5. Ahmed Zewail | | 1. Christian B. Anfinsen 2. Baruch Blumberg 3. Raymond Davis 4. Gerald Edelman 5. Ragnar Granit 6. Haldan Keffer Hartline 7. Robert Hofstadter 8. Robert Schrieffer | 1. Lawrence Klein 2. Simon Kuznets |  |
| Université de Strasbourg                                                     | | | | |  |
| 20                                                                           | 1. Hermann Emil Fischer 2. Charles Louis Alphonse Laveran 3. Otto Fritz Meyerhof 4. Louis Néel 5. Wilhelm Röntgen 6. Jean-Pierre Sauvage | 1. Karl Ferdinand Braun 2. Paul Ehrlich 3. Albrecht Kossel 4. Max von Laue 5. Jean-Marie Lehn 6. Otto Loewi 7. Jules Hoffmann 8. Martin Karplus 9. Jean-Pierre Sauvage | 1. Adolf von Baeyer 2. Albert Schweitzer 3. Hermann Staudinger | |  |
| Université de Fribourg-en-Brisgau                                            | | | | |  |
| 17                                                                           | 1. Paul Ehrlich 2. Philip Hench 3. George de Hevesy 4. J. Hans D. Jensen 5. Georges J.F. Köhler 6. Hans Adolf Krebs 7. Otto Meyerhof 8. Mario Molina 9. Bert Sakmann 10. Otto Heinrich Warburg 11. Adolf Windaus | 1. Robert Bárány | 1. Friedrich August von Hayek 2. Hermann Staudinger 3. Hans Spemann 4. Heinrich Otto Wieland 5. Georg Wittig | |  |
| Université Case Western Reserve                                              | | | | |  |
| 16                                                                           | 1. Paul Berg 2. Alfred G. Gilman 3. Donald A. Glaser 4. Polykarp Kusch 5. Paul C. Lauterbur 6. Ferid Murad 7. Edward C. Prescott | 1. Peter Agre | 1. Corneille Heymans 2. George H. Hitchings 3. John James Richard Macleod 4. Albert A. Michelson 5. George A. Olah 6. Frederick Reines 7. Frederick C. Robbins 8. Earl Wilbur Sutherland Jr. | |  |
| Université de Leyde                                                          | | | | |  |
| 16                                                                           | 1. Tobias Asser 2. Nicolaas Bloembergen 3. Gerrit Jan van Heuven Goedhart / UNHCR 4. J.H. van 't Hoff 5. Tjalling Koopmans 6. Jan Tinbergen 7. Niko Tinbergen 8. J.D. van der Waals 9. Pieter Zeeman | 1. Enrico Fermi 2. Igor Tamm | 1. Albert Einstein 2. Willem Einthoven 3. Heike Kamerlingh Onnes 4. Hendrik A. Lorentz 5. Albert Szent-Györgyi | |  |
| Université Carnegie-Mellon                                                   | | | | |  |
| 15                                                                           | 1. John Forbes Nash 2. Clifford Shull 3. Finn E. Kydland 4. Edward C. Prescott 5. John L. Hall | 1. Paul Flory 2. Paul Lauterbur | 1. Clinton Davisson 2. Otto Stern 3. Herbert Simon 4. Franco Modigliani 5. Merton Miller 6. Robert Lucas, Jr. 7. John Pople 8. Walter Kohn 9. Finn E. Kydland 10. Edward C. Prescott | |  |
| Université d'Uppsala                                                         | | | | |  |
| 15                                                                           | 1. Svante Arrhenius 2. Theodor Svedberg 3. Arne Tiselius 4. Hannes Alfvén 5. Erik Axel Karlfeldt 6. Nathan Söderblom 7. Alva Myrdal 8. Dag Hammarskjöld | | 1. Allvar Gullstrand 2. Robert Bárány 3. Manne Siegbahn 4. Kai Siegbahn 5. Pär Lagerkvist 6. Hjalmar Branting 7. Hugo Theorell | |  |
| Université Duke                                                              | | | | |  |
| 14                                                                           | 1. Robert C. Richardson 2. Charles H. Townes | 1. Hans Dehmelt | 1. Mario Capecchi 2. Craig Mello 3. Oliver Smithies | 1. Richard Axel 2. Peter Agre 3. John Bardeen 4. Hans Bethe 5. Max Born 6. Gertrude Elion 7. Joseph Stiglitz 8. Eric F. Wieschaus |  |
| Imperial College London                                                      | | | | |  |
| 14                                                                           | 1. Derek Barton 2. Geoffrey Wilkinson 3. Alexander Fleming | 1. Walter Haworth 2. Frederick Hopkins | 1. George Thomson 2. Dennis Gabor 3. Abdus Salam 4. Derek Barton 5. Geoffrey Wilkinson 6. Alexander Fleming 7. Rodney Porter | 1. Patrick Blackett 2. Cyril Hinshelwood 3. George Porter 4. Ernest Chain 5. Andrew Huxley |  |
| École normale supérieure                                                     | | | | |  |
| 16                                                                           | 1. Claude Cohen-Tannoudji 2. Pierre-Gilles de Gennes 3. Gabriel Lippmann 4. Louis Néel 5. Jean Baptiste Perrin 6. Paul Sabatier 7. Alfred Kastler 8. Romain Rolland 9. Jean-Paul Sartre 10. Henri Bergson 11. Gerard Debreu 12. Albert Fert 13. Serge Haroche 14. Esther Duflo | 1. Samuel Beckett | | 1. Nicolaas Bloembergen |  |
| Université de la Ville de New York                                           | | | | |  |
| 13                                                                           | 1. Robert J. Aumann 2. Julius Axelrod 3. Kenneth Arrow 4. Stanley Cohen 5. Gertrude Elion 6. Herbert Hauptman 7. Robert Hofstadter 8. Jerome Karle 9. Arthur Kornberg 10. Leon M. Lederman 11. Arno Penzias 12. Rosalyn Yalow | | 1. Harry M. Markowitz | |  |
| Université de Californie à San Diego                                         | | | | |  |
| 12                                                                           | 1. Susumu Tonegawa | | | 1. Sydney Brenner 2. Paul Crutzen 3. Renato Dulbecco 4. Robert Engle 5. Clive Granger 6. Harry Markowitz 7. Mario Molina 8. George Palade 9. Francis Crick 10. Maria Goeppert-Mayer 11. Harold Urey |  |
| Université de Genève                                                         | | | | |  |
| 13                                                                           | 1. Norman Angell 2. Daniel Bovet 3. Edmond H. Fischer 4. Kofi Annan 5. Jacques Dubochet | 1. Werner Arber | 1. Michel Mayor 2. Didier Queloz 3. Gunnar Myrdal 4. Niels Jerne 5. Maurice Allais 6. Edmond H. Fischer 7. Martin Rodbell 8. Alan J. Heeger 9. Jacques Dubochet | |  |
| Université d'Utrecht                                                         | | | | |  |
| 11                                                                           | | | | |  |
| École polytechnique                                                          | | | | |  |
| 10 [réf. nécessaire]                                                         | 1. Maurice Allais 2. Henri Becquerel 3. Jean Tirole 4. Gérard Mourou | 1. Albert Michelson | | |  |
| Université de Californie à Los Angeles                                       | | | | |  |
| 10                                                                           | 1. Ralph Bunche 2. Bruce Merrifield 3. Glenn T. Seaborg 4. William Sharpe | | 1. Paul D. Boyer 2. Donald Cram 3. Louis Ignarro 4. Willard Libby | 1. Bertrand Russell 2. Julian Schwinger |  |
| Université de Copenhague                                                     | | | | |  |
| 10                                                                           | 1. Niels Ryberg Finsen 2. Niels Bohr 3. Aage Niels Bohr 4. August Krogh 5. Johannes Fibiger 6. Jens Christian Skou 7. Niels Kaj Jerne | 1. Johannes Vilhelm Jensen 2. Ben Roy Mottelson | 1. Niels Ryberg Finsen 2. Niels Bohr 3. Aage Niels Bohr 4. August Krogh 5. Johannes Fibiger 6. Henrik Dam | |  |
| City College of New York                                                     | | | | |  |
| 10                                                                           | 1. Julius Axelrod 2. Kenneth Arrow 3. Herbert Hauptman 4. Robert Hofstadter 5. Jerome Karle 6. Arthur Kornberg 7. Leon M. Lederman 8. Arno Penzias 9. Henry Kissinger 10. Robert J. Aumann | | | |  |
| Université de Bâle                                                           | | | | |  |
| 10                                                                           | 1. Charles Albert Gobat 2. Carl Spitteler 3. Paul Hermann Müller 4. Rolf Zinkernagel 5. Kurt Wüthrich 6. Jacques Dubochet | 1. Sune Bergström 2. Eric F. Wieschaus | 1. Tadeusz Reichstein 2. Werner Arber 3. Jacques Dubochet | |  |
| Université d'Édimbourg                                                       | | | | |  |
| 9                                                                            | 1. James Mirrlees 2. Peter C. Doherty | 1. Igor Tamm | 1. Charles Glover Barkla 2. Max Born 3. Peter D. Mitchell | 1. Alexander Fleming |  |
| Université du Texas à Austin                                                 | | | | |  |
| 9                                                                            | 1. John Maxwell Coetzee 2. E. Donnall Thomas | 1. Hermann Joseph Muller 2. George Davis Snell 3. Finn E. Kydland | 1. Steven Weinberg 2. Ilya Prigogine | 1. Gunnar Myrdal 2. Alva Myrdal |  |
| Université Eberhard Karl de Tübingen                                         | | | | |  |
| 9                                                                            | 1. Günter Blobel 2. Karl Ferdinand Braun 3. Eduard Buchner 4. Adolf Butenandt 5. Hartmut Michel 6. William Ramsay 7. Bert Sakmann 8. Georg Wittig | | | 1. Christiane Nüsslein-Volhard |  |
| Université de Vienne                                                         | | | | |  |
| 9                                                                            | | | | |  |
| Université de Washington                                                     | | | | |  |
| 9                                                                            | 1. Linda B. Buck 2. George Hitchings 3. Martin Rodbell 4. George Stigler | | 1. Linda B. Buck 2. Hans G. Dehmelt 3. Leland H. Hartwell | 1. Edmond H. Fischer 2. Edwin Krebs 3. E. Donnall Thomas |  |
| Université de Rochester                                                      | | | | |  |
| 8                                                                            | 1. Steven Chu 2. Vincent du Vigneaud 3. Arthur Kornberg 4. Daniel Carleton Gajdusek 5. Masatoshi Koshiba | | 1. George Hoyt Whipple 2. Henrik Dam 3. Robert Fogel | |  |
| King's College de Londres                                                    | | | | |  |
| 8                                                                            | 1. Frederick Gowland Hopkins 2. Desmond Tutu | | 1. Charles Barkla 2. Owen Richardson 3. Frederick Gowland Hopkins# 4. Charles Scott Sherrington 5. Edward Appleton 6. Maurice Wilkins 7. James Black | 1. Desmond Tutu# |  |
| Université de Californie à Santa Barbara                                     | | | | |  |
| 8                                                                            | | 1. Edward Prescott | 1. David Gross 2. Alan Heeger 3. Walter Kohn 4. Herbert Kroemer 5. Finn Kydland 6. Frank Wilczek | 1. Robert Schrieffer |  |
| Université de Toronto                                                        | | | | |  |
| 9                                                                            | 1. Frederick Banting 2. Walter Kohn 3. Arthur Leonard Schawlow 4. Lester B. Pearson 5. Bertram Brockhouse | 1. Oliver Smithies | 1. John James Richard Macleod 2. John Polanyi | |  |
| Université de l'Indiana                                                      | | | | |  |
| 7                                                                            | 1. James D. Watson | 1. Riccardo Giacconi 2. Renato Dulbecco 3. Ferid Murad | 1. Salvador E. Luria 2. Hermann Joseph Muller 3. J. Hans D. Jensen | |  |
| Université de Kyoto                                                          | | | | |  |
| 7                                                                            | 1. Kenichi Fukui 2. Ryoji Noyori 3. Shinichirou Tomonaga 4. Susumu Tonegawa 5. Hideki Yukawa | | 1. Kenichi Fukui 2. Hideki Yukawa | |  |
| Université McGill                                                            | | | | |  |
| 7                                                                            | 1. Val Logsdon Fitch 2. David Hunter Hubel 3. Rudolph Marcus 4. Andrzej W. Schally | | 1. Ernest Rutherford 2. Frederick Soddy 3. Robert Mundell | |  |
| Université Tufts                                                             | | | | |  |
| 7                                                                            | 1. Roderick MacKinnon 2. Eugene Fama | 1. Juan Manuel Santos | 1. Allan McLeod Cormack 2. Paul Samuelson | 1. Wassily Leontief 2. Mohamed el-Baradei |  |
| Université du Maryland                                                       | | | | |  |
| 7                                                                            | 1. Raymond Davis Jr. 2. Herbert Hauptman | 1. Hannes Alfven | 1. Thomas C. Schelling 2. Juan Ramon Jimenez 3. John C. Mather | 1. William Daniel Phillips |  |
| Université de Caroline du Nord                                               | | | | |  |
| 7                                                                            | 1. Robert F. Furchgott | | 1. Peter Agre 2. Gertrude B. Elion 3. George H. Hitchings 4. Rudolph Marcus 5. Martin Rodbell 6. Oliver Smithies | |  |
| Université de Bristol                                                        | | | | |  |
| 6                                                                            | 1. Paul Dirac | | 1. Nevill Francis Mott 2. Cecil Frank Powell 3. William Ramsay 4. Winston Churchill | 1. Dorothy Hodgkin |  |
| Université de l'État de Floride                                              | | | | |  |
| 6                                                                            | | | 1. James M. Buchanan | 1. Konrad E. Bloch 2. Paul A.M. Dirac 3. Harold Kroto 4. Robert S. Mulliken 5. Robert Schrieffer |  |
| Université hébraïque de Jérusalem                                            | | | | |  |
| 6                                                                            | 1. David J. Gross 2. Avram Hershko 3. Aaron Ciechanover 4. Daniel Kahneman# | 1. Roger D. Kornberg | 1. Robert J. Aumann 2. Daniel Kahneman# | |  |
| Université de Graz                                                           | | | | |  |
| 6                                                                            | Victor Francis Hess | | 1. Karl von Frisch 2. Victor Francis Hess 3. Otto Loewi 4. Erwin Schrödinger 5. Julius Wagner-Jauregg 6. Fritz Pregl | |  |
| Université de Glasgow                                                        | | | | |  |
| 6                                                                            | 1. William Ramsay 2. John Boyd Orr 3. Alexander Robert Todd | 1. James Black | 1. Frederick Soddy 2. Derek Barton | |  |
| Université de Melbourne                                                      | | | | |  |
| 6                                                                            | 1. Frank Macfarlane Burnet 2. John Carew Eccles | | 1. Peter Doherty 2. Bert Sakmann 3. James Mirrlees 4. Clive Granger | |  |
| Université Vanderbilt                                                        | | | | |  |
| 6                                                                            | 1. Stanford Moore 2. Muhammad Yunus | | 1. Max Delbrück 2. Paul Greengard 3. Earl W. Sutherland, Jr. 4. Stanley Cohen | |  |
| Université de Wrocław                                                        | | | | |  |
| 6                                                                            | 1. Friedrich Bergius 2. Max Born 3. Hans Georg Dehmelt 4. Paul Ehrlich 5. Theodor Mommsen 6. Otto Stern | | | |  |
| Université d'Adélaïde                                                        | | | | |  |
| 6                                                                            | 1. William Lawrence Bragg 2. Howard Walter Florey 3. J. Robin Warren | | 1. William Henry Bragg 2. Nick Harvey (As a member of the IPCC) | 1. J. M. Coetzee |  |
| Amherst College                                                              | | | | |  |
| 5                                                                            | 1. Henry W. Kendall 2. Edmund Phelps 3. Harold E. Varmus 4. Joseph E. Stiglitz | | 1. Hermann J. Muller | |  |
| École supérieure de physique et de chimie industrielles de la ville de Paris | | | | |  |
| 5                                                                            | 1. Frédéric Joliot | 1. Pierre Curie 2. Marie Curie 3. Georges Charpak | 1. Pierre Curie 2. Marie Curie 3. Georges Charpak 4. Pierre-Gilles de Gennes | |  |
| Université de Berne                                                          | | | | |  |
| 5                                                                            | 1. Charles Gobat 2. Theodor Kocher 3. George de Hevesy | 1. Paul Nurse | 1. Theodor Kocher# 2. Albert Einstein | |  |
| Université de la Colombie-Britannique                                        | | | | |  |
| 5                                                                            | 1. Robert Mundell 2. Bertram Brockhouse | | 1. Michael Smith 2. Har Gobind Khorana | Carl Wieman |  |
| Université de Buenos Aires                                                   | | | | |  |
| 5                                                                            | 1. Carlos Saavedra Lamas 2. Bernardo Houssay 3. Luis Federico Leloir 4. César Milstein | | | 1. Adolfo Pérez Esquivel |  |
| Institut de physique et de technologie de Moscou                             | | | | |  |
| 5                                                                            | | | 1. Nikolaï Semionov 2. Lev Landau 3. Aleksandr Prokhorov 4. Pyotr Kapitsa 5. Vitaly Ginzburg | |  |
| Université de Pittsburgh                                                     | | | | |  |
| 5                                                                            | 1. Philip Hench 2. Paul Lauterbur 3. Wangari Maathai | 1. Daniel McFadden | 1. Niels Jerne | |  |
| Université Purdue                                                            | | | | |  |
| 5                                                                            | 1. Edward Mills Purcell 2. Ben Roy Mottelson | | 1. Herbert C. Brown 2. Julian Schwinger 3. Vernon L. Smith | |  |
| Université Rutgers                                                           | | | | |  |
| 5                                                                            | 1. Milton Friedman 2. Selman Waksman | 1. Heinrich Rohrer | 1. Selman Waksman 2. Toni Morrison | |  |
| Université de Sheffield                                                      | | | | |  |
| 5                                                                            | 1. Harry Kroto 2. Richard J. Roberts | | 1. Howard Florey 2. Hans Adolf Krebs 3. George Porter | |  |
| Swarthmore College                                                           | | | | |  |
| 5                                                                            | 1. Christian B. Anfinsen 2. David Baltimore 3. Howard Martin Temin 4. Edward C. Prescott 5. John C. Mather | | | |  |
| École médicale du Sud-Ouest de l'université du Texas de Dallas,              | | | | |  |
| 5                                                                            | 1. Linda B. Buck 2. Joseph L. Goldstein | 1. Michael S. Brown 2. Johann Deisenhofer 3. Alfred G. Gilman | 1. Joseph L. Goldstein | |  |
| Université libre de Bruxelles                                                | | | | |  |
| 5                                                                            | 1. Henri La Fontaine | | 1. Jules Bordet 2. Ilya Prigogine 3. François Englert 4. Albert Claude | |  |
| Université de l'Arizona                                                      | | | | |  |
| 4                                                                            | | | 1. Vernon L. Smith | 1. Nicolaas Bloembergen 2. Roy J. Glauber 3. Willis E. Lamb |  |
| Université de Californie à Irvine                                            | | | | |  |
| 4                                                                            | | | 1. Frank Sherwood Rowland 2. Frederick Reines 3. Irwin Rose 4. Mario J. Molina | |  |
| Université Charles de Prague                                                 | | | | |  |
| 4                                                                            | 1. Jaroslav Heyrovský 2. Carl Ferdinand Cori 3. Gerty Cori | | Albert Einstein | |  |
| Université du Colorado à Boulder                                             | | | | |  |
| 4                                                                            | | | 1. Carl Wieman 2. Eric Cornell 3. Thomas R. Cech 4. John L. Hall | |  |
| Université A&M du Texas                                                      | | | | |  |
| 4                                                                            | | | 1. Jack Kilby | 1. Dudley R. Herschbach 2. Norman E. Borlaug 3. Derek Barton |  |
| Haverford College                                                            | | | | |  |
| 4                                                                            | 1. Joseph Hooton Taylor 2. Philip J. Noel-Baker 3. Theodore William Richards | | | |  |
| Université d'État de l'Ohio                                                  | | | | |  |
| 4                                                                            | 1. Paul Flory 2. William Fowler | | 1. Leon Cooper | 1. Kenneth G. Wilson |  |
| Université d'Oslo                                                            | | | | |  |
| 4                                                                            | 1. Ragnar Frisch 2. Odd Hassel 3. Ivar Giæver 4. Trygve Haavelmo | | | |  |
| Université de Virginie                                                       | | | | |  |
| 4                                                                            | | | 1. Alfred G. Gilman 2. Barry Marshall 3. Ferid Murad | 1. William Faulkner |  |
| Université du Witwatersrand                                                  | | | | |  |
| 4                                                                            | 1. Aaron Klug 2. Nadine Gordimer 3. Nelson Mandela 4. Sydney Brenner | | | |  |
| Université catholique de Louvain                                             | | | | |  |
| 4                                                                            | 1. Auguste Beernaert 2. Dominique Pire | | 1. Albert Claude 2. Christian de Duve | |  |
| Katholieke Universiteit Leuven                                               | | | | |  |
| 3                                                                            | 1. Auguste Beernaert 2. Dominique Pire | | 1. Christian de Duve | |  |
| Université d'Aberdeen                                                        | | | | |  |
| 3                                                                            | | | 1. John James Richard Macleod 2. George Paget Thomson 3. John Boyd Orr | |  |
| Université nationale australienne                                            | | | | |  |
| 3                                                                            | 1. Rolf M. Zinkernagel | | 1. John Eccles 2. Peter Doherty | |  |
| Université de Boston                                                         | | | | |  |
| 3                                                                            | 1. Martin Luther King, Jr. | | 1. Elie Wiesel 2. Derek Walcott | |  |
| Université Brown                                                             | | | | |  |
| 3                                                                            | 1. Craig C. Mello | | 1. Lars Onsager | 1. Leon Neil Cooper |  |
| Université du Caire                                                          | | | | |  |
| 3                                                                            | 1. Naguib Mahfouz 2. Yasser Arafat 3. Mohamed ElBaradei | | | |  |
| Université d'Helsinki                                                        | | | | |  |
| 3                                                                            | Frans Eemil Sillanpää | | 1. Ragnar Granit 2. Artturi Ilmari Virtanen | |  |
| Institut de technologie de l'Illinois                                        | | | | |  |
| 3                                                                            | | Jack Steinberger | Herbert Simon | Leon M. Lederman |  |
| Université McMaster                                                          | | | | |  |
| 3                                                                            | 1. Myron Scholes | | Bertram Brockhouse | |  |
| Université nationale autonome du Mexique                                     | | | | |  |
| 3                                                                            | 1. Alfonso García Robles 2. Mario Molina 3. Octavio Paz | | | |  |
| Oberlin College                                                              | | | | |  |
| 3                                                                            | 1. Robert Millikan 2. Roger Sperry 3. Stanley Cohen | | | |  |
| Université Rice                                                              | | | | |  |
| 3                                                                            | 1. Robert Curl 2. Robert Woodrow Wilson | | Richard Smalley | |  |
| Université d'État de New York à Stony Brook                                  | | | | |  |
| 3                                                                            | | | 1. Paul Lauterbur 2. Robert J. Aumann 3. Chen Ning Yang | |  |
| Université de Pise                                                           | | | | |  |
| 3                                                                            | 1. Giosuè Carducci 2. Enrico Fermi 3. Carlo Rubbia | | | |  |
| Queen Mary, University of London                                             | | | | |  |
| 3                                                                            | 1. Peter Mansfield | | 1. Joseph Rotblat | 1. John Robert Vane |  |
| Université de St Andrews                                                     | | | | |  |
| 3                                                                            | 1. James W. Black | 1. Walter Haworth 2. Alan MacDiarmid | | |  |
| Université de Sydney                                                         | | | | |  |
| 3                                                                            | 1. John Cornforth 2. John Harsanyi | | 1. Robert Robinson | |  |
| Université du Texas à Dallas                                                 | | | | |  |
| 3                                                                            | | | 1. Russell A. Hulse 2. Alan MacDiarmid | Polykarp Kusch |  |
| Université de Varsovie                                                       | | | | |  |
| 3                                                                            | 1. Menahem Begin 2. Józef Rotblat 3. Leonid Hurwicz | | | |  |
| École nationale des chartes                                                  | | | | |  |
| 2                                                                            | 1. Roger Martin du Gard 2. François Mauriac | | | |  |
| Université de Cardiff                                                        | | | | |  |
| 2                                                                            | | | 1. Martin Evans | 1. Robert Huber |  |
| Université Wesleyenne de l'Ohio                                              | | | | |  |
| 2                                                                            | 1. F. Sherwood Rowland | | | |  |
| Université polytechnique de Saint-Pétersbourg Pierre-le-Grand                | | | | |  |
| 2                                                                            | 1. Pyotr Kapitsa | | 1. Nikolaï Semionov | |  |
| Université nationale chinoise associée du Sud-Ouest                          | | | | |  |
| 2                                                                            | 1. Chen Ning Yang 2. Tsung-Dao Lee | | | |  |
| Université nationale et capodistrienne d'Athènes                             | | | | |  |
| 2                                                                            | Odysseas Elytis | | | Giorgos Seferis |  |
| Université du Nouveau-Mexique                                                | | | | |  |
| 2                                                                            | Frederick Chapman Robbins | | | Murray Gell-Mann |  |
| Université de Buffalo                                                        | | | | |  |
| 2                                                                            | | | 1. Ronald H. Coase | 1. Herbert A. Hauptman |  |
| Université du Chili                                                          | | | | |  |
| 2                                                                            | 1. Gabriela Mistral 2. Pablo Neruda | | | |  |
| Université de Dublin, Trinity College                                        | | | | |  |
| 2                                                                            | 1. Samuel Beckett | | 1. Ernest Walton | |  |
| Université de Greifswald                                                     | | | | |  |
| 2                                                                            | | | 1. Gerhard Domagk 2. Johannes Stark | |  |
| Université de l'Utah                                                         | | | | |  |
| 2                                                                            | | | 1. Mario Capecchi | 1. James Watson Cronin |  |
| Université de Floride                                                        | | | | |  |
| 2                                                                            | | | 1. Marshall Nirenberg 2. Robert Grubbs | |  |
| Université George-Mason                                                      | | | | |  |
| 2                                                                            | | | 1. James M. Buchanan 2. Vernon L. Smith | |  |
| Université de Nottingham                                                     | | | | |  |
| 2                                                                            | Clive Granger | | Peter Mansfield | |  |
| Université de la Saskatchewan                                                | | | | |  |
| 2                                                                            | Henry Taube | | Gerhard Herzberg | |  |
| Institut de technologie Stevens                                              | | | | |  |
| 2                                                                            | Frederick Reines | | Irving Langmuir | |  |
| Technion - Institut de technologie d'Israël                                  | | | | |  |
| 2                                                                            | | | 1. Avram Hershko 2. Aaron Ciechanover | |  |
| Université du Tennessee                                                      | | | | |  |
| 2                                                                            | 1. James M. Buchanan | | 1. Peter C. Doherty | |  |
| Académie navale d'Annapolis                                                  | | | | |  |
| 2                                                                            | 1. Albert Abraham Michelson 2. Jimmy Carter | | | |  |
| Université du Kansas                                                         | | | | |  |
| 2                                                                            | 1. Vernon L. Smith | | 1. F. Sherwood Rowland | |  |
| Université d'Australie-Occidentale                                           | | | | |  |
| 2                                                                            | | | 1. Barry Marshall 2. Robin Warren | |  |
| Université du Commonwealth de Virginie                                       | | | | |  |
| 2                                                                            | 1. Baruj Benacerraf | | 1. John B. Fenn | |  |
| UT Health Science Center à Houston                                           | | | | |  |
| 1                                                                            | | | Ferid Murad | |  |
| Baylor College of Medicine                                                   | | | | |  |
| 2                                                                            | | 1. Roger Guillemin 2. Andrew W. Schally | | |  |
| Université de Fribourg-en-Brisgau                                            | | | | |  |
| 2                                                                            | | | 1. Hermann Staudinger 2. Hans Spemann | |  |
| École nationale supérieure des mines de Paris                                | | | | |  |
| 2                                                                            | 1. Maurice Allais 2. Georges Charpak | | 1. Maurice Allais | |  |
| Georgia Institute of Technology                                              | | | | |  |
| 2                                                                            | 1. Kary B. Mullis 2. Jimmy Carter | | | |  |
| Université de Zagreb                                                         | | | | |  |
| 2                                                                            | | Ivo Andrić | Vladimir Prelog | |  |
| Université de Gand                                                           | | | | |  |
| 2                                                                            | 1. Maurice Maeterlinck | | 1. Corneille Heymans | |  |
| Université de Calcutta                                                       | | | | |  |
| 1                                                                            | 1. Chandrasekhara Venkata Raman | | | |  |
| Université nationale de Colombie                                             | | | | |  |
| 1                                                                            | | Gabriel García Márquez | | |  |
| Université d'État de New York à Albany                                       | | | | |  |
| 1                                                                            | | | Toni Morrison | |  |
| Université du Wisconsin-Milwaukee                                            | | | | |  |
| 1                                                                            | Jack Kilby | | | |  |
| Université de l'Alberta                                                      | | | | |  |
| 1                                                                            | Richard E. Taylor | | | |  |
| Université d'Alexandrie                                                      | | | | |  |
| 1                                                                            | Ahmed Zewail | | | |  |
| Université Acadia                                                            | | | | |  |
| 1                                                                            | Charles B. Huggins | | | |  |
| Université d'État de l'Arizona                                               | | | | |  |
| 1                                                                            | | | Edward C. Prescott | |  |
| Université Brandeis                                                          | | | | |  |
| 1                                                                            | Roderick MacKinnon | | | |  |
| Université d'Istanbul                                                        | | | | |  |
| 1                                                                            | Orhan Pamuk | | | |  |
| Université de Californie à Riverside                                         | | | | |  |
| 1                                                                            | Richard R. Schrock | | | |  |
| École polytechnique Chalmers                                                 | | | | |  |
| 1                                                                            | Nils Gustaf Dalén | | | |  |
| Université DePauw                                                            | | | | |  |
| 1                                                                            | Ferid Murad | | | |  |
| Université d'East Anglia                                                     | | | | |  |
| 1                                                                            | Paul Nurse | | | |  |
| Université chinoise de Hong Kong                                             | | | | |  |
| 2                                                                            | | | | 1. Chen Ning Yang 2. James Mirrlees |  |
| Université Emory                                                             | | | | |  |
| 2                                                                            | | | | 1. Tenzin Gyatso, le 14e dalaï-lama 2. Jimmy Carter |  |
| Université Fordham                                                           | | | | |  |
| 1                                                                            | | | | |  |
| Grinnell College                                                             | | | | |  |
| 1                                                                            | Thomas Cech | | | |  |
| Université de Houston                                                        | | | | |  |
| 1                                                                            | | | | Jody Williams |  |
| Université nationale d'Irlande à Maynooth                                    | | | | |  |
| 1                                                                            | John Hume | | | |  |
| Université Jagellonne                                                        | | | | |  |
| 1                                                                            | Wisława Szymborska | | | |  |
| Juniata College                                                              | | | | |  |
| 1                                                                            | William Daniel Phillips | | | |  |
| Université du Mississippi                                                    | | | | |  |
| 1                                                                            | | William Faulkner | | |  |
| Université d'État du Michigan                                                | | | | |  |
| 1                                                                            | | | Robert H. Grubbs | |  |
| Michigan Technological University                                            | | | | |  |
| 1                                                                            | Melvin Calvin | | | |  |
| Université nationale de Taïwan                                               | | | | |  |
| 1                                                                            | 1. Yuan T. Lee | | | 1. Yuan T. Lee |  |
| Université nationale Tsing Hua                                               | | | | |  |
| 1                                                                            | 1. Yuan T. Lee | | | |  |
| Université d'État de Pennsylvanie                                            | | | | |  |
| 1                                                                            | Paul Berg | | | |  |
| Université du Queensland                                                     | | | | |  |
| 1                                                                            | Peter Doherty | | | |  |
| Institut polytechnique Rensselaer                                            | | | | |  |
| 1                                                                            | Ivar Giaever | | | |  |
| Institut royal de technologie                                                | | | | |  |
| 1                                                                            | | | Hannes Alfvén | |  |
| École des études orientales et africaines de l'université de Londres         | | | | |  |
| 1                                                                            | Aung San Suu Kyi | | | |  |
| Université d'État du Centre médical New York Downstate                       | | | | |  |
| 1                                                                            | | | Robert F. Furchgott | |  |
| Université de Californie du Sud                                              | | | | |  |
| 1                                                                            | | | George Olah | |  |
| Université méthodiste du Sud                                                 | | | | |  |
| 1                                                                            | James Watson Cronin | | | |  |
| Faculté de médecine de l'université du Massachusetts                         | | | | |  |
| 1                                                                            | Craig C. Mello | | | |  |
| Université de Szeged                                                         | | | | |  |
| 1                                                                            | | | Albert Szent-Györgyi | |  |
| Université de Téhéran                                                        | | | | |  |
| 1                                                                            | | | Shirin Ebadi | |  |
| Université Tulane                                                            | | | | |  |
| 1                                                                            | | | Andrzej W. Schally | |  |
| Université de Coïmbre                                                        | | | | |  |
| 1                                                                            | Egas Moniz | | | |  |
| University College Dublin                                                    | | | | |  |
| 1                                                                            | | | | James Heckman |  |
| Université de médecine et pharmacie Carol Davila                             | | | | |  |
| 1                                                                            | George Palade | | George Palade | |  |
| Université du Vermont                                                        | | | | |  |
| 1                                                                            | Jody Williams | | | |  |
| Colegio Saint Francis                                                        | | | | |  |
| 1                                                                            | | | Óscar Arias | |  |
| Université de Porto Rico                                                     | | | | |  |
| 1                                                                            | | | Juan Ramón Jiménez | |  |
| Wellesley College                                                            | | | | |  |
| 1                                                                            | | | Emily Greene Balch | |  |
| Université de Dacca                                                          | | | | |  |
| 1                                                                            | Muhammad Yunus | | | |  |
| Université de Toulouse                                                       | | | | |  |
| 3                                                                            | Paul Sabatier | | Jean Tirole | Rosalyn Yalow |  |
| Williams College                                                             | | | | |  |
| 1                                                                            | Robert F. Engle | | | |  |
| Université de Liège                                                          | | | | |  |
| 1                                                                            | Albert Claude | | | |  |
| Université de Lausanne                                                       | | | | |  |
| 1                                                                            | Jacques Dubochet | | Jacques Dubochet | |  |
| Université de Rouen Normandie                                                | | | | |  |
| 1                                                                            | | Annie Ernaux | | |  |